# Золотая империя
Золотая империя (кор. 황금의 제국) — южнокорейский телесериал с участием Ко Су, Ли Ё Вон, и Сон Хён Джу. Премьера состоялась 1 июля 2013 года на телеканале SBS, сериал выходил еженедельно по понедельникам и вторникам в 21:55 (KST). Картина состоит из 24 серий.

## Сюжет
Действие политической саги «Золотая империя» разворачивается на фоне азиатского экономического кризиса 90-х годов прошлого века и охватывает жизнь нескольких поколений семьи чеболей, которая восстала из руин и поднялась на вершину финансового Олимпа. Через судьбы троих людей, оказавшихся в плену своих амбиций, показаны все перипетии борьбы за власть над золотой империей.

## Основные персонажи
Чан Тхэ Джу — вырос в бедной семье и был свидетелем всех невзгод и лишений, которые выпали на долю его отца. В одиночку воспитывая младшую сестру Хи Джу, имея светлую голову на плечах и отдавая все силы работе, он сражается за свою мечту и стремится наперекор судьбе проложить себе путь наверх, к успеху и богатству. Презрение окружающих и тяжёлая жизнь в нищете лишь подогревают его смелые амбиции. Однако, столкнувшись с предательством, притворством и ложью, открытый и жизнерадостный парень постепенно превращается в холодного, расчётливого и бессердечного эгоиста. Он бросает вызов корпорации «Сонджин» и вступает в борьбу с Чхве Мин Джэ, племянником основателя и председателя компании, коварным, абсолютно бесчестным и лишённым совести человеком.
Чхве Со Юн — вторая дочь председателя корпорации «Сонджин» — богатая высокомерная наследница, выросшая под тёплым крылом родителей. Между ней и Тхэ Джу вспыхивают чувства, и Со Юн предстоит сложный выбор, ведь её возлюбленный ведёт ожесточённую войну против компании её семьи
Чхве Мин Джэ — двоюродный брат Со Юн и основной соперник Тхэ Джу в войне за главенствующее кресло корпорации. Чхве Мин Джэ, старший в семье сын, человек коварный, абсолютно бесчестный и лишённый совести. Теневые сделки, закулисные игры и подковёрные интриги — его стихия.
Чхве Дон Сон — основатель и председатель крупнейшего конгломерата «Сонджин».
Юн Соль Хи — красота открывает для неё все тайны, которые она и продаёт в своём агентстве по недвижимости. Несмотря на опасность, она выбирает сторону Тхэ Джу и вместе с ним выступает против семьи Чхве.
Чо Пхиль Ду — вор в законе, встаёт на пути у Тхэ Джу, когда тот делает первые шаги в мире бизнеса. Наживаясь на грязных деньгах, со временем он представляет всё большую угрозу.
Чан Хи Джу — младшая сестра Тхэ Джу.
Чхве Сон Джэ — сын председателя корпорации «Сонджин», мечтающий стать экономистом. Работает в научно-исследовательском экономическом институте при компании его семьи.